# Bulletin Board System

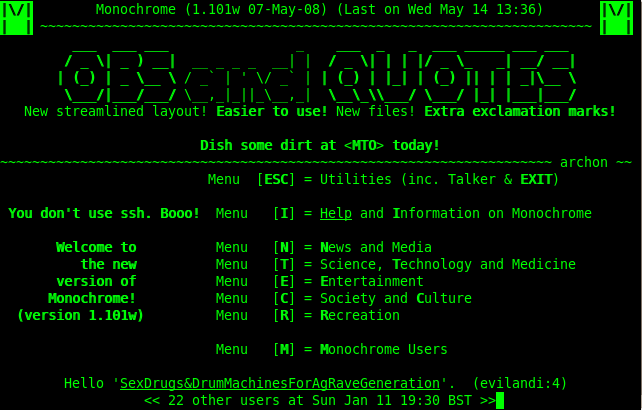
Snímek obrazovky Monochrome BBS

Bulletin Board System (BBS, vyslovuje se bíbíeska) je systém elektronických nástěnek, které jsou rozděleny podle témat, do kterých mohou uživatelé přispívat. Samotná BBS je provozována na počítači (serveru), kde je spuštěn speciální program, který umožňuje zakládání uživatelských účtů, jejich ochranu heslem, pro uživatele registruje dosud nepřečtené vzkazy a příspěvky na nástěnkách (dnes bychom řekli v diskuzních fórech), umožňuje uživatelům privátní i skupinové rozhovory (chat), může mít i svůj vlastní archiv volně šiřitelných programů (freeware, public domain, shareware), systém elektronické pošty a podobně.
Systém BBS předcházel masovému používání Internetu v době, kdy se uživatelé k BBS připojovali pomocí vytáčené telefonní linky a modemu. Byla to první centra, kde se utvářely skupiny nadšenců, kteří si zde vyměňovali nejrůznější informace, zejména však o počítačích.

## Historie
BBS vznikly v USA na přelomu 70. a 80. let. Předchůdcem veřejných BBS byl Community Memory. Začínal v roce 1972 v Berkeley v Kalifornii. Veřejně přístupné Bulletin Boards se začaly objevovat ke konci 70. let. Pravděpodobně první veřejně přístupná BBS se označovala Access-80. Byla zprovozněna v roce 1977 a běžela na Radio Shack TRS-80 Model-I. Access-80 představovala systém, kde lidé mohli mezi sebou komunikovat. Asi o rok později Ward Christensen začal pracovat na Computerized Bulletin Board System (CBBS). CBBS byl spuštěn 16. února 1978 v Chicagu v Illinois.
S originálními 110 a 300 baudovými modemy z počátku roku 1980, byly BBS pomalé. Rychlost BBS se zlepšila s příchodem modemů s rychlostí 1200 bit/s. Díky této zvýšené rychlosti začala popularita systémů BBS stoupat.
Většina informací byla v podobě textů, ale některé byly i v grafické podobě, a to zejména díky nárůstu popularity formátu GIF. Díky použití grafiky rostly požadavky na rychlost modemů. V roce 1990 byly systémy BBS tak populární, že o nich dokonce vycházely časopisy, např. BBS Magazine.
Stanice BBS umožňovaly zasílání e-mailů. Elektronická pošta byla lokální – nebyl možný přístup z jiné stanice BBS. Uživatelé mohli rozesílat zprávy buď někomu konkrétnímu (soukromá), nebo všem. Některé stanice BBS dokonce poskytovaly gateways, které umožňovaly poslat nebo přijmout e-mail z Internetu. Propracovaná schémata umožňovala uživatelům stahovat binární soubory, sdílet soubory, komunikovat mezi sebou zasíláním zpráv apod.
Největší sítí BBS byl FidoNet, která je dokonce ještě dnes trochu aktivní. FidoNet umožňoval uživateli mít svou elektronickou poštu, nazvanou netmail. Prostřednictvím netmailu mohli uživatelé komunikovat s jinými uživateli po celém světě. Podle FidoNetu se zařídily i jiné stanice BBS a používaly stejné standardy a stejný software. Nazývaly se Fidonet Technology Networks (FTNs). Byly obvykle menší a zaměřené na určitou skupinu uživatelů. Některé BBS byly spojené přes FidoNet a další přes FTNs. Když se do některé z nich přihlásil uživatel, byl přesměrován do vhodné části systému.
Nejvíce ziskové byly BBS v letech 1983 – 1995. V roce 1992 vydělaly více než 3 miliony dolarů. Přes systémy BBS se zprvu posílaly zprávy, ale brzo přibyla různá fóra, puzzle, on-line hry a tisíce hvězdářských obrázků. Později nabízely jako jedni z prvních různé materiály pro dospělé. V roce 1996 vzrostla popularita Webu a díky tomu na západě začala popularita systémů BBS klesat. V Evropě a Asii byly BBS populární ještě po několik let, ale v roce 2004 už ani zde neexistovalo mnoho systémů BBS.
Stanice BBS většinou provozovali počítačoví nadšenci. Přístup do nich měl každý. Za jejich používání uživatel neplatil nic nebo jen malou částku. Našlo se ale i několik stanic BBS, které provozovaly různé firmy. Tyto stanice sloužily i jako reklama té firmy, protože přes ni mohli nabízet běžným uživatelům své výrobky a služby. Některé firmy měly i velké stanice BBS s desítkami modemů, do kterých se denně přihlašovaly tisíce uživatelů.
Známými BBS v Česku byly Infima BBS. Liane BBS a BAJT BBS (spojená s pozdějším počítačovým časopisem Bajt, za obojím stál Ladislav Zajíček zvaný ElZet, který zemřel koncem roku 2001, BBS Bajt umožňovala založení emailových schránek a časově omezené připojení k síti Internet.

## Software
První BBS systémy běžely na jednoduchém softwaru. Ten většinou napsal tzv. sysop. V polovině osmdesátých let existovalo několik bezplatných a sharewarových BBS programů, jako například Fido. Daly se najít také různé komerční programy, jako například Mustang, které byly většinou spolehlivější než bezplatné programy. Mezi komerčně úspěšné BBS programy v 90. letech patřily např. Major BBS (později přejmenovaná na WorldGroup), PCBoard a Wildcat! BBS.
Většina BBS běžela pod DOSem, byly většinou v textové podobě. Neměly žádné ikony, příkazy se musely zadávat přes nějaký kód. BBS GUI se nazýval Remote Imaging Protocol, ale nikdy se nestal moc populární.
Některé BBS stanice, nazvané elite boards, byly používány pro distribuci nelegálního softwaru. Tyto BBS stanice měly vícenásobné modemy a telefonní linky umožňující několika uživatelům najednou nahrát a stáhnout soubory. Do největších elite boards se uživatel mohl dostat jen na pozvání. Mnoho elite BBS běželo na Emulex/2 BBS software. Na přesuny souborů po BBS se používaly protokoly jako Zmodem.
Dnes zbývající BBS systémy nejčastěji používají protokol Telnet spíš než dial-up. Nabízejí bezplatné e-maily, webové rozhraní, FTP, IRC chat a všechny protokoly běžně používané na Internetu.

## Zaniklé české BBS
V Česku vznikaly BBS převážně na vysokých školách a většina jich svůj provoz již ukončila. Mezi jinými Floyd BBS na Univerzitě Palackého v Olomouci, Snow BBS na Vysoké škole báňské v Ostravě, Sigma BBS na Jihočeské univerzitě v Č. Budějovicích, Kůlnička na strahovských kolejích ČVUT, A1FEL na FEL ČVUT, Hitchhiker's BBS nebo Antares BBS na MFF Karlovy univerzity nebo Cool BBS v Praze[zdroj?].
Významné postavení mezi nimi měla BBS Infima provozovaná stejnojmennou komerční firmou.
Shromáždit jejich příspěvky a uchovat je pro budoucnost se snaží Archiv veřejných nástěnek českých BBS.

## Aktivní české BBS
Některé BBS však stále existují a udržují si své příznivce. Většina umožňuje připojení přes šifrovaný protokol SSH nebo přes obyčejný Telnet.

### Liane BBS
Liane BBS je nejznámější českou BBS. Vznikla v roce 1994 na Technické univerzitě v Liberci. Největšího rozmachu se dočkala mezi lety 1997 a 1999, kdy nebylo výjimkou připojení i více než sto uživatelů najednou. Do současnosti se počet aktivních uživatelů výrazně snížil, ale Liane svou funkci plní i nadále. Uživatelé si zde vyměňují postřehy a rady v oblastech jako jsou politika, zdraví, počítače, apod.
Připojení k Liane BBS:
$ telnet bbs.tul.cz

### Pískoviště
Historie BBS Pískoviště se začala psát v roce 1996 na strahovských kolejích ČVUT. Dlouhou dobu běželo na serverech Českého vysokého učení technického (na adrese bbs.cvut.cz), nyní už využívá vlastní domény sandbox.cz. Zakladatelem a programátorem většiny úprav této BBS je Vladimír 'Tuttle' Macek.
Připojení k Pískovišti:
$ ssh -l bbs bbs.sandbox.cz

### TemNET
TemNET je relativně mladá BBS. Vznikla v roce 1999 a jejím autorem a administrátorem je Michal 'micval' Belda.
Připojení k TemNETu:
$ ssh -l bbs temnet.org

## Významné BBS stanice
- OSUNY, legendární hack/phreak BBS z roku 1980
- Demon Roach Underground, populární hackerská BBS
- Good Sports BBS, první BBS zaměřená kompletně na sport
- ISCABBS, největší celosvětová BBS umístěná na University of Iowa.
- System/80, založená v San Leandro v Kalifornii v roce 1980. Kompletně napsaná v BASICu a pravděpodobně řízená první ženou jako Sysop.
- MBnet, největší celosvětová BBS
- Ptt, největší BBS na Tchaj-wanu.
- Gangland Chicago, pirátská BBS v jižní Floridě
- TPC, aka – The Private Collection
- Silver Bullet, aka – Malevolience